# 芬利 (印第安納州)
芬利（英語：Finly）是位於美國印地安納州漢考克縣的一個非建制地區。該地的面積和人口皆未知。